# Pulchridomus barbatulus
Pulchridomus barbatulus är en snäckart som först beskrevs av Reeve 1852.  Pulchridomus barbatulus ingår i släktet Pulchridomus och familjen Charopidae. Inga underarter finns listade i Catalogue of Life.